# Cruz Azul
Club Deportivo Social y Cultural Cruz Azul Asociación S.A. de C.V. (kortweg Cruz Azul) is een Mexicaanse voetbalclub uit Mexico-Stad. De club werd op 22 maart 1927 opgericht door arbeiders van de cementfabriek "La Cruz Azul S.A". Een van de bijnamen van Cruz Azul, Los Cementeros, verwijst nog naar dit historische feit. De club won zeven CONCACAF Champions Cup / CONCACAF Champions League-titels en is samen met Club América recordhouder der titels. In 2019 won het de eerste editie van de Leagues Cup, waarin het de finale won van het eveneens Mexicaanse Tigres UANL. 
De beste periode van Cruz Azul was die van eind jaren zestig tot begin jaren tachtig met zeven landstitels en drie CONCACAF Champions Cup-titels. In 2001 behaalde Cruz Azul als eerste Mexicaanse club de finale van de CONMEBOL Libertadores. De Argentijnse topclub Boca Juniors was echter na strafschoppen de betere ploeg, nadat de wedstrijd in 1–1 was geëindigd. Het thuisstadion van Cruz Azul was van 1996 tot 2018 het Estadio Azul. Daarvoor speelde de club jarenlang in het Estadio Azteca, waar het sinds 2018 wederom haar thuisbasis heeft.

## Erelijst
Nationaal
- Primera División / Liga MX (9x)

1969, 1970, 1972, 1973, 1974, 1979, 1980, Invierno 1997, Guardianes 2021
- Segunda División de México (1x)

1964
- Copa México / Copa MX (4x)

1969, 1997, Clausura 2013, Apertura 2018
- Campeón de Campeones (3x)

1969, 1974, 2021
- Campeonisimo (1x)

1969
- Supercopa MX (1x)

2019
Internationaal
- CONCACAF Champions Cup / CONCACAF Champions League (7x)

1969, 1970, 1971, 1996, 1997, 2014, 2025
- Leagues Cup (1x)

2019

## Bekende (oud-)spelers
- Álex Aguinaga
- Sebastián Abreu
- Melvin Brown
- Mauro Camoranesi
- Jorge Luis Campos
- Salvador Carmona
- Marcelo Carrusca
- Nicolas Castillo
- César Delgado
- Santiago Giménez
- Federico Lussenhoff
- Richard Núñez
- Óscar Pérez
- Gerardo Torrado
- Carlos Trucco
- Victor Vazquez